# Windsorski dogovor (1386)
Windsorski dogovor iz leta 1386 je sporazum o zavezništvu med Portugalsko in Anglijo, ki je priznal Ivana I. Portugalskega za kralja. Dogovor je dopolnila poroka med kraljem in Filipo, hčerjo lancastrskega vojvode. 